# Mauro Gambetti
Mauro kardinál Gambetti, O.F.M.Conv. (* 27. října 1965, Castel San Pietro Terme, Metropolitní město Bologna) je italský římskokatolický kněz a řeholník minoritského řádu, který byl v letech 2013–2020 generálním kustodem Generální kustodie kláštera sv. Františka v Assisi. Od roku 2020 je kardinálem.

## Život
Dne 25. října 2020 papež František oznámil během modlitby Anděl Páně, že jej dne 28. listopadu 2020 bude kreovat kardinálem.  Kardinálská kreace proběhla dne 28. listopadu 2020 v bazilice sv. Petra.  Je prvním minoritským kardinálem od roku 1861, kdy byl jmenován kardinálem minorita Antonio Maria Panebianco. Dne 20. února 2021 jej papež František jmenoval Generálním vikářem pro Vatikánské město, přičemž je současně arciknězem baziliky sv. Petra ve Vatikánu a prezidentem Stavební huti baziliky sv. Petra. 